# マスターズ花園
マスターズ花園（マスターズはなその）とは、高校ラグビーを目指した元高校ラガーマンたちが東大阪市花園ラグビー場を舞台に世代を超えたOBチームを結成するスポーツ大会である。

## 概要
2018年、花園ラグビー場改修工事完了に伴い、2022年に行うと発表。
2022年4月、試合日程を発表した。

## 大会概要
- 試合時間:前後半20分ハーフ（ロスタイムなし）
- 参加資格:原則として高校OBで構成するチームの参加。合同チームの参加も可能。所属チームがない場合、他校への参加も可能。
- 年代区分:前半（55歳以上）、後半（40歳～54歳）

## 開催日
| 回数  | 開催日                  |
| ----- | ----------------------- |
| 第1回 | 2022年10月9日・10月10日 |